# 滋賀站
滋賀站（日语：／ Shiga eki */?）是位於滋賀縣大津市見世，江若鐵道的鐵路車站（廢站）。

## 歷史
在1921年（大正10年），江若鐵道首個區間開通時，此站啟用。當時車站位於滋賀郡滋賀村。當時得到滋賀村的協助，建設車站所需要的800坪土地的費用3,440日圓，由村的基本財產、小學基本財產和一些村民的捐款而成。
江若鐵道在1969年（昭和44年）10月31日結束營業，車站在翌日11月1日廢除。

### 年表
- 1921年（大正10年）3月15日：江若鐵道三井寺至叡山之間開業，此站啟用[6][7]。
- 1969年（昭和44年）11月1日：車站被廢除[6]。

## 車站構造
滋賀站內設有客運和貨運業務（一般車站）。此站可進行列車交會（停車場），設有2面2線的相對式月台。
在戰前，為了運送物資至唐崎的滋賀海軍航空隊，當時此站設有側線。在戰後1946年（昭和21年），該處的遺址變成了佔領軍（GHQ）栽植蔬菜的水耕農場。為了運送蔬菜而建設了側線（農場在1957年前一直營運）。另外，此站也有支線連接大津海軍航空隊遺址（現時：大津駐屯地），後來變成佔領軍軍營（大津B地區）。

## 使用狀況
以下為開業起數年之間的一年上下車人次和貨物起卸量，當中由於三井寺下至叡山之間，此站的主要功用是列車交會，因此客量較少。
| 一年客量和貨物起卸量： | 一年客量和貨物起卸量： | 一年客量和貨物起卸量： | 一年客量和貨物起卸量： | 一年客量和貨物起卸量： | 一年客量和貨物起卸量： |
| 年                     | 旅客                   | 旅客                   | 貨物                   | 貨物                   | 參考資料               |
| 年                     | 乘車                   | 下車                   | 發送                   | 到達                   | 參考資料               |
| ---------------------- | ---------------------- | ---------------------- | ---------------------- | ---------------------- | ---------------------- |
| 1921年                 | 19,755人               | 22,169人               | 6公噸                  | 12公噸                 | [ 14 ]                 |
| 1922年                 | 32,901人               | 35,269人               | 47公噸                 | 35公噸                 | [ 15 ]                 |
| 1923年                 | 37,737人               | 40,501人               | 26公噸                 | 112公噸                | [ 16 ]                 |
| 1924年                 | 46,724人               | 28,947人               | 48公噸                 | -                      | [ 17 ]                 |
| 1931年                 | 15,228人               | 15,756人               | 72公噸                 | 66公噸                 | [ 18 ]                 |
| 1934年                 | 13,793人               | 14,434人               | 53公噸                 | 24公噸                 | [ 19 ]                 |
| 1935年                 | 15,152人               | 15,684人               | 59公噸                 | 19公噸                 | [ 20 ]                 |
| 1936年                 | 11,713人               | 12,064人               | 21公噸                 | 24公噸                 | [ 21 ]                 |

## 車站周邊
車站位於田園地帶之中。在江若鐵道廢線後，此站附近路段變成了湖西線的高架橋路段（此站實際位於湖西線高架橋路段中，際川的北邊）。現時周邊都變成了住宅區。

## 相鄰車站
江若鐵道
江若鐵道線
三井寺下－滋賀－叡山
- 在1964年（昭和39年）前，此站與三井寺下站之間曾經設有一座名為競輪場前的臨時車站。

## 注腳
1. 1 2 3  江若鉄道の思い出，第24頁.
2. ↑  新修大津市史第5巻，第442頁.
3. ↑  新修大津市史第8巻，第55頁.
4. ↑  田中, 宇田 & 西藤 1998，第395頁.
5. ↑  江若鉄道の思い出，第124頁.
6. 1 2 3 4  今尾 2008，第31–32頁.
7. ↑  「地方鉄道運輸開始」《官報》1921年3月17日（國立國會圖書館數碼化資料）
8. 1 2  竹内 1967.
9. 1 2  寺田 2010，第10頁.
10. ↑  レイル，第78頁.
11. 1 2 3  江若鉄道の思い出，第25頁.
12. 1 2 3  レイル，第80頁.
13. ↑  寺田 2010，第15頁.
14. ↑  《滋賀縣統計全書》大正10年版（國立國會図書館數碼化資料）
15. ↑  《滋賀縣統計全書》大正11年版（國立國會図書館數碼化資料）
16. ↑  《滋賀縣統計全書》大正12年版（國立國會図書館數碼化資料）
17. ↑  《滋賀縣統計全書》大正13年版（國立國會図書館數碼化資料）
18. ↑  《滋賀縣統計全書》昭和6年版（國立國會図書館數碼化資料）
19. ↑  《滋賀縣統計全書》昭和9年版（國立國會図書館數碼化資料）
20. ↑  《滋賀縣統計全書》昭和10年版（國立國會図書館數碼化資料）
21. ↑  《滋賀縣統計全書》昭和11年版（國立國會図書館數碼化資料）
22. ↑  寺田 2010，第24頁.
23. ↑  ありし日の江若鉄道，第5頁.

## 相關項目
- 日本鐵路車站列表 Shi